# Fernando Busto
Fernando Busto Bandín (18 de noviembre de 1986) es un deportista español que compite en piragüismo en la modalidad de maratón.
Ganó dos medallas de plata en el Campeonato Mundial de Piragüismo en Maratón, en los años 2022 y 2023, y tres medallas de bronce en el Campeonato Europeo de Piragüismo en Maratón entre los años 2022 y 2025.

## Palmarés internacional
| Campeonato Mundial | Campeonato Mundial       | Campeonato Mundial | Campeonato Mundial |
| Año                | Lugar                    | Medalla            | Competición        |
| ------------------ | ------------------------ | ------------------ | ------------------ |
| 2022               | Ponte de Lima (Portugal) | Medalla de plata   | C2                 |
| 2023               | Vejen (Dinamarca)        | Medalla de plata   | C2                 |
| Campeonato Europeo |                          |                    |                    |
| Año                | Lugar                    | Medalla            | Competición        |
| 2022               | Silkeborg (Dinamarca)    | Medalla de bronce  | C2                 |
| 2023               | Slavonski Brod (Croacia) | Medalla de bronce  | C2                 |
| 2025               | Ponte de Lima (Portugal) | Medalla de bronce  | C1                 |